# 風城ハル
風城 ハル（かざしろ ハル、2008年3月28日 - ）は、日本の女性プロレスラー。東京都出身。東京女子プロレス所属。血液型O型。

## 経歴
2022年
- 10月9日、練習生ハルとしてお披露目。

2023年
- 3月8日、練習生ハルのリングネームが風城ハルに決定[2][3]。
- 3月18日、『GRAND PRINCESS '23』有明コロシアム大会にて大久保琉那と共にプロレスデビュー[4][5][6]。

2024年
- 2月11日、後楽園ホール大会にて同期の鈴木志乃を破り、悲願の自力初勝利[7][8][9]。

## 人物
- プロレス好きの両親を持ち、『ぶらり路上プロレス』の伊藤麻希出演回を見たことで東京女子プロレスに興味を持つ。
- 東京女子プロレスファン時代の推しは伊藤麻希と爆れつシスターズ。2022年3月の天満のどかの卒業を機に東京女子プロレス入門を志す。
- 特撮ヒーロー作品が好きで、入場ポーズにも『仮面ライダーフォーゼ』の「宇宙キターッ！」[10]、『仮面ライダーW』の「さぁ、お前の罪を数えろ」のポーズを使用している[11][12]。
- リングネームの風城は『仮面ライダーフォーゼ』の登場人物である風城美羽から。当初は『仮面ライダーW』の登場人物である「鳴海」とする案もあったという[13]。
- 中学時代は吹奏楽部でユーフォニアムを担当。2024年6月のファンイベントでは東京女子プロレス所属選手によるバンド「東京女子パラダイスオーケストラ」の一員として腕前を披露した。

## 得意技
フィッシャーマンズ・スープレックス・ホールド
ジャパニーズ・レッグロール・クラッチ
初勝利時のフィニッシャー。
低空クロスボディー
推しであった天満のどかの技。
ストレートアームバー
反転式ドロップキック
セカンドロープに飛び乗り、トップロープをつかんだ状態から放つ。

## タイトル歴
東京女子プロレス
ねくじぇねトーナメント優勝（2024年）

## 入場曲
- 天・翔・晴・風 /マサキ（YMZ）